# (74362) 1998 WY19
(74362) 1998 WY19 – planetoida z pasa głównego asteroid okrążająca Słońce w ciągu 4,4 lat w średniej odległości 2,68 j.a. Odkryta 29 listopada 1998 roku.